# Måneshøj

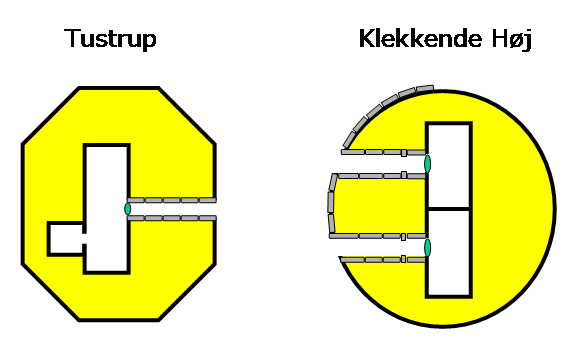
Schema Doppelganggrab rechts (hier Klekkende Høj)

Der Måneshøj (auch Månehøj) liegt beim Dorf Svinøvester auf der Svinø-Halbinsel auf der Westseite Seelands in Dänemark. Das Ganggrab der Trichterbecherkultur entstand zwischen 3500 und 2800 v. Chr. und wurde 2004 vom Nationalmuseum restauriert. Das Ganggrab ist eine Bauform jungsteinzeitlicher Megalithanlagen, die aus einer Kammer und einem baulich abgesetzten, lateralen Gang besteht. Diese Form ist primär in Dänemark, Deutschland und Skandinavien, sowie vereinzelt in Frankreich und den Niederlanden zu finden. Die Halbinsel war zum Entstehungszeitpunkt noch eine Insel. Neolithische Monumente sind Ausdruck der Kultur und Ideologie neolithischer Gesellschaften. Ihre Entstehung und Funktion gelten als Kennzeichen der sozialen Entwicklung.

## Beschreibung
Der Månehøj ist eines von etwa 50 Doppelganggräbern (dänisch Dobbeltjættestuer), deren Hauptverbreitungsgebiet die Insel Seeland ist. Außerhalb Dänemarks und Schwedens (3) kommt die Bauweise nicht vor. Warum Ganggräber mit zwei Kammern errichtet und in welcher Form sie genutzt wurden, ist unbekannt. Die beiden Kammern im Måneshøj werden von einem aufrechten Stein getrennt, auf dem eine Schicht Trockenmauerwerk aus flachen Steinen liegt. Die Achsen der Doppelkammern bilden einen überstumpfen Winkel und passen sich so dem Rundhügel an. Der Klekkende Høj auf Møn ist das einzige Beispiel einer Kammeranlage, deren Kammer- und Gangachsen rechtwinklig stehen und völlig gerade Linien bilden. Da die Anlagen mit dem seitlichen Endstein ein gemeinsames Bauelement haben, sollten sie gleichzeitig entstanden sein. Die symmetrischen Kammern, mit den ungewöhnlich großen, teilweise abgedeckten nach Südwesten orientierten Zugängen, liegen in den Resten eines hohen Erdhügels. Der Måneshøj wurde vom National Museum im Jahre 1908 ausgegraben, nachdem der Grundbesitzer damit begonnen hatte den Hügel zu zerstören. Die Anlage wurde von oben geöffnet, was die partiell offene Decke des Ganggrabes erklärt. Der natürliche Zerfall einer offen gelassenen Anlage war für das Nationalmuseum der Grund für die Restaurierung. Dabei wurden auch die Zwischenmauerwerke aus roten Sandsteinfliesen erneuert.

## Funde
Während der Ausgrabung wurden in beiden Kammern Skelettreste von Männern, Frauen und Kindern gefunden, so dass eine geschlechtsspezifische Aufteilung der Bestattungen auf die Kammern ausfällt. Im Nationalmuseum liegen über 300 verschiedene Fundstücke aus dem Måneshøj. Außer einigen geschliffenen Steinäxten und Werkzeuge aus Feuerstein wurden viele Scherben von verzierter Keramik gefunden, darunter ein Gefäß mit Gesicht und stark ausgearbeiteten Augen und Augenbrauen (Augenidol, dänisch Ansigtskar) dessen Ornamentik in die Stufe III, den so genannten Bundsø-Stil, gehört.